# Laniarius ferrugineus
Laniarius ferrugineus là một loài chim trong họ Malaconotidae.